# Santa Catalina (Ilocos Sur)
Santa Catalina is een gemeente in de Filipijnse provincie Ilocos Sur op het eiland Luzon. Bij de laatste census in 2010 telde de gemeente bijna 14 duizend inwoners.

## Geografie

### Bestuurlijke indeling
Santa Catalina is onderverdeeld in de volgende 9 barangays:
| - Cabaroan - Cabittaogan - Cabuloan - Pangada - Paratong - Poblacion - Sinabaan - Subec - Tamorong |

## Demografie
Santa Catalina  had bij de census van 2010 een inwoneraantal van 13.597 mensen. Dit waren 313 mensen (2,4%) meer dan bij de vorige census van 2007. Ten opzichte van de census van 2000 was het aantal inwoners gegroeid met 1.060 mensen (8,5%). De gemiddelde jaarlijkse groei in die periode kwam daarmee uit op 0,81%, hetgeen lager was dan het landelijk jaarlijks gemiddelde over deze periode (1,90%).

De bevolkingsdichtheid van Santa Catalina  was ten tijde van de laatste census, met 13.597 inwoners op 9,68 km², 1404,6 mensen per km².